# Prescinseûa

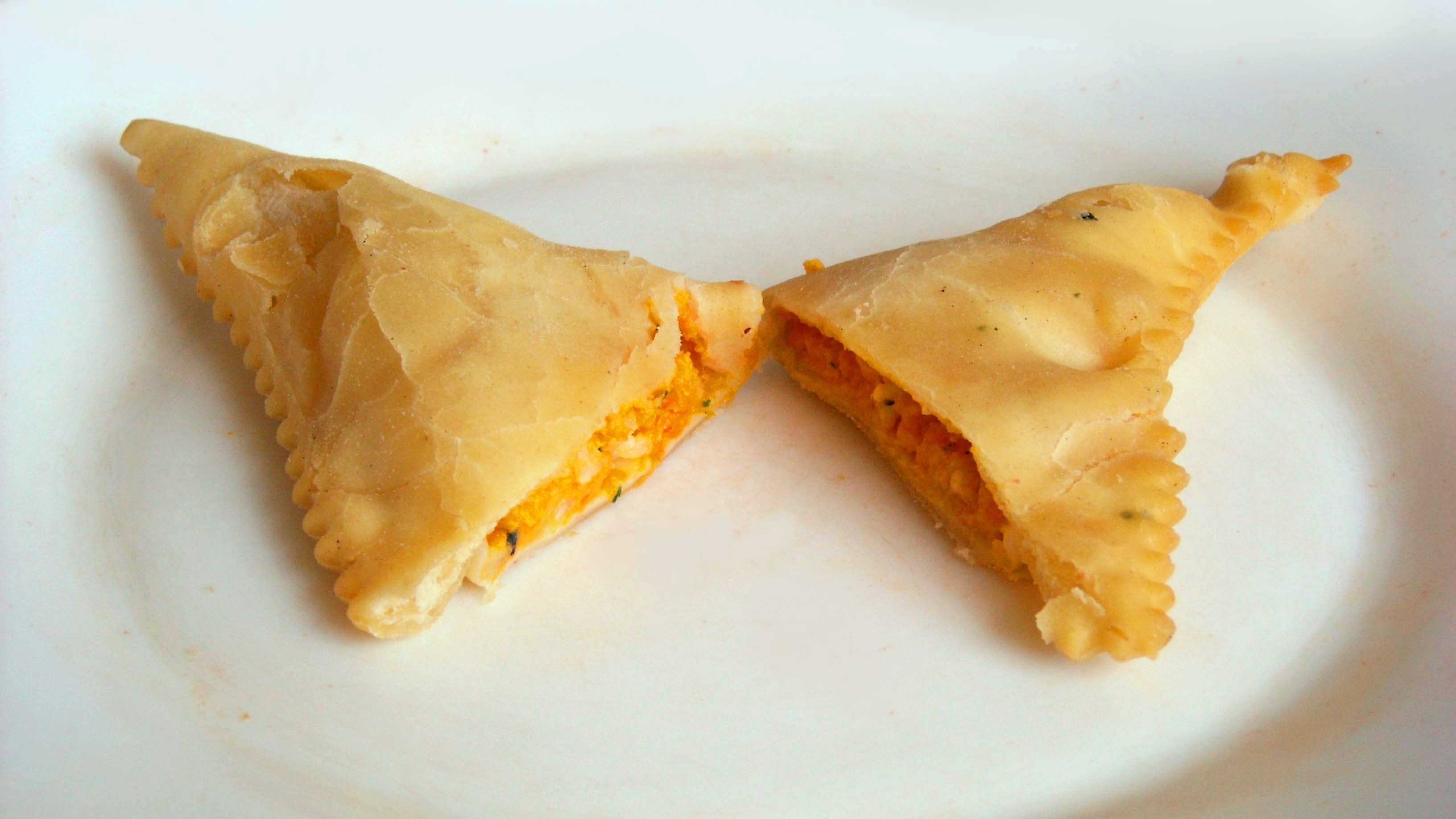
Barbagiuai preparado con prescinseûa.

La prescinseûa, también llamada quagliata o cagliata, es un producto lácteo típico de la provincia de Génova, que toma el nombre del cuajo (caglio en italiano; presù en genovés). Tiene una consistencia a medio camino entre el yogur y el requesón, empleándose para preparar la famosa focaccia col formaggio, la torta pasqualina y casi todos los pasteles salados típicos de Liguria, así como los barbagiuai (raviolis fritos de calabaza).

## Historia
Las primeras referencias datan de 1383, y desde 1413 una ley de la República de Génova señaló al prescinseûa como único homenaje que los genoveses podían hacer al Dogo.
Se cree que es un producto que llegó a Génova desde Oriente.

## Preparación
Se obtiene dejando reposar en una olla durante 48 horas 2 litros de leche fresca. Transcurrido este tiempo toma un cuarto de la leche (medio litro) de la olla y se calienta a 40–50 °C, añadiendo 5 gramos de cuajo. A continuación se mezcla con la leche dejando reposar durante 4 horas.

## Empresas productoras deprescinseûa
- Centro Latte Tigullio, en Rapallo (Génova).
- Lylag, en Génova.